# 萨里亚德特尔
萨里亚德特尔，是西班牙加泰罗尼亚赫罗纳省的一个市镇。总面积4平方公里，总人口3708人（2001年），人口密度927人/平方公里。